# Sullivan Sweeten
Sullivan Skye Sweeten (* 12. Mai 1995 in Brownwood, Texas) ist ein ehemaliger US-amerikanischer Schauspieler. Zusammen mit seinem Zwillingsbruder Sawyer trat er als Kinderdarsteller in diversen Rollen auf.

## Leben
In der amerikanischen Sitcom Alle lieben Raymond spielte er noch vor Ende seines ersten Lebensjahres ab 1996 bis 2005 die Rolle des Michael Barone, sein Zwillingsbruder spielte Geoffrey Barone. Ebenso am Set war seine vier Jahre ältere Schwester, Madylin Sweeten, die die etwas größere Rolle der Ally Barone hatte. Seine Familie zog dafür nach Riverside in Kalifornien um. Mit seinem Bruder erschien er 2000 auch in der Fernsehserie Even Stevens in der gemeinsamen Rolle als Milton. Die beiden waren außerdem 2002 im Film Frank McKlusky – Mann für besondere Fälle zu sehen und hatten dort eine gemeinsame Rolle als junger Frank. Später lebte er in La Cañada Flintridge, wo er die Highschool besuchte. 2017 spielte er im Film Casting die Rolle des Jack. Sein Bruder Sawyer hatte 2015 Suizid begangen.